# Jean-Pierre Seguin
Jean-Pierre Seguin (8 giugno 1985) è uno schermidore canadese.

## Palmarès
In carriera ha conseguito i seguenti risultati:
- Giochi Panamericani:

Rio de Janeiro 2007: argento nella sciabola a squadre.